# الخاندرو گومز رودریگز
الخاندرو گومز رودریگز (انگلیسی: Alejandro Gomes Rodríguez؛ زادهٔ ۱۱ مارس ۲۰۰۸) بازیکن فوتبال اهل ونزوئلا است که در حال حاضر برای المپیک لیون در پست مهاجم بازی می‌کند.
وی همچنین در تیم‌های ملی فوتبال زیر ۱۵ سال انگلستان و پرتغال، زیر ۱۶ سال انگلستان، زیر ۱۷ سال انگلستان و زیر ۱۷ سال ونزوئلا و زیر ۱۸ سال انگلستان بازی کرده است.

## زندگی شخصی
او از طریق پدربزرگ و مادربزرگش تباری پرتغالی دارد. به عنوان یک بازیکن جوان به آکادمی باشگاه انگلیسی ایستلی پیوست. در سال ۲۰۲۲ به آکادمی باشگاه انگلیسی ساوت‌همپتون ملحق شد. در سال ۲۰۲۴ به عنوان یکی از بهترین مهاجمان در رده سنی خود در انگلستان توصیف شد. پس از آن به آکادمی باشگاه لیون پیوست.

## دوران باشگاهی
در ۱۰ آوریل ۲۰۲۵، گومز رودریگز برای نخستین بار در فهرست تیم اصلی برای بازی لیگ اروپا برابر منچستر یونایتد قرار گرفت. او در ۴ مه ۲۰۲۵ نخستین بازی حرفه‌ای خود را در لیگ ۱ فرانسه برای لیون انجام داد و به عنوان بازیکن تعویضی در باخت ۲–۱ مقابل لنس به میدان رفت.

## دوران ملی
گومز رودریگز برای تیم‌های ملی زیر ۱۵ سال، زیر ۱۶ سال، زیر ۱۷ سال و زیر ۱۸ سال انگلستان بازی کرده است همچنین در تیم زیر ۱۵ سال پرتغال و زیر ۱۷ سال ونزوئلا نیز حضور داشته است. او برای مسابقات قهرمانی زیر ۱۷ سال اروپا ۲۰۲۵ به تیم ملی زیر ۱۷ سال انگلستان دعوت شده بود.